# Варжинья (микрорегион)
Варжинья (порт. Microrregião de Varginha) — микрорегион в Бразилии, входит в штат Минас-Жерайс. Составная часть мезорегиона Юг и юго-запад штата Минас-Жерайс. Население составляет 441 060	 человек (на 2010 год). Площадь — 	7606,267	 км². Плотность населения — 	57,99	 чел./км².

## Демография
Согласно сведениям, собранным в ходе переписи 2010 г. Национальным институтом географии и статистики (IBGE), население микрорегиона составляет:						
| Полное население                             | Полное население                             | Полное население                             | Полное население                             | 441 060 |
| -------------------------------------------- | -------------------------------------------- | -------------------------------------------- | -------------------------------------------- | ------- |
| в том числе:                                 | Городское население                          | 377 603                                      | Процент городского населения, %              | 85,61   |
|                                              | Сельское население                           | 63 457                                       | Процент сельского населения, %               | 14,39   |
|                                              | Мужское население                            | 219 659                                      | Процент мужского населения, %                | 49,80   |
|                                              | Женское население                            | 221 401                                      | Процент женского населения, %                | 50,20   |
| Плотность населения, чел/км²                 | Плотность населения, чел/км²                 | Плотность населения, чел/км²                 | Плотность населения, чел/км²                 | 57,99   |
| Население микрорегиона в % к населению штата | Население микрорегиона в % к населению штата | Население микрорегиона в % к населению штата | Население микрорегиона в % к населению штата | 2,25    |

## Статистика
- Валовой внутренний продукт на 2003 год составляет 2 986 184 876,00 реалов (данные: Бразильский институт географии и статистики).
- Валовой внутренний продукт на душу населения на 2003 год составляет 6986,46 реалов (данные: Бразильский институт географии и статистики).
- Индекс развития человеческого потенциала на 2000 год составляет 0,783 (данные: Программа развития ООН).

## Состав микрорегиона
В составе микрорегиона включены следующие муниципалитеты:
1. Боа-Эсперанса
2. Кампанья
3. Кампу-ду-Мею
4. Кампус-Жерайс
5. Карму-да-Кашуэйра
6. Кокейрал
7. Элой-Мендис
8. Гуапе
9. Илисинеа
10. Монсеньор-Паулу
11. Сантана-да-Варжен
12. Сан-Бенту-Абади
13. Сан-Томе-дас-Летрас
14. Трес-Корасойнс
15. Трес-Понтас
16. Варжинья